# 江陵カーリングセンター
江陵カーリングセンター（カンヌンカーリングセンター、朝鮮語: 강릉 컬링 센터）は、大韓民国江原特別自治道江陵市にあるカーリング競技場。1999年アジア冬季競技大会のアイスホッケー競技場として、1998年に江陵室内総合体育館（강릉실내종합체육관）の名称で開館した。収容能力は3500人である。施設は地上4階地下1階建てであり、地上部は必要に応じて製氷するが、地下階は恒久的にアイスリンクが維持される。
カーリング競技場としては2009年世界女子カーリング選手権大会、2017年世界ジュニアカーリング選手権、2018年平昌オリンピックのカーリング競技・平昌パラリンピックの車いすカーリング競技、2018年パシフィックアジアカーリング選手権大会に利用された。カーリング・シートは4面ある。そのほか1999年アジア冬季競技大会のアイスホッケー競技、2005年四大陸フィギュアスケート選手権、2008年世界ショートトラックスピードスケート選手権大会、2011年世界ジュニアフィギュアスケート選手権の会場ともなっている。
平昌オリンピックの江陵地区会場の中では唯一の既存施設であった。オリンピックに備えて2015年10月から2016年10月にかけて改修工事が行われ、施設名称も江陵カーリングセンターに改称した。